# Nocturnus (мини-альбом)
Nocturnus — мини-альбом флоридской дэт-метал-группы Nocturnus, состоящий из двух песен, выпущен в 1993 году на лейбле Moribund Records.

## Об альбоме
Nocturnus первая работа группы после ухода бас-гитариста Джеффа Эстеса и ударника Майка Браунинга, первой с бас-гитаристом Эмо Мовери и единственной с ударником Джеймсом Марцинеком. Вскоре после выпуска альбома группа распадается.

## Список композиций
| №                   | Название             | Длительность |
| ------------------- | -------------------- | ------------ |
| 1.                  | «Possess the Priest» | 6:03         |
| 2.                  | «Mummified»          | 4:30         |
| Общая длительность: | Общая длительность:  | 10:33        |

## Участники записи
- Дэн Иззо — вокал
- Майк Дэвис — гитара
- Шон МакНенни — гитара
- Лоуис Панзер — клавишные
- Эмо Мовери — бас-гитара, бэк-вокал
- Джеймс Марцинек — ударные